# Hélice doblada
Hélice doblada (Bent Propeller), también conocida como World Trade Center Stabile, fue una escultura de acero inoxidable de color rojo obra de Alexander Calder, encargada por la Autoridad Portuaria de Nueva York y Nueva Jersey en 1969 e instalada en 1970 en el World Trade Center y destruida en los atentados del 11-S.

## Historia

### Descripción
Los principales elementos de la estatua eran tres láminas de metal curvo unidas entre sí para formar una obra estática la cual descansaba bajo su propio peso, configurando lo que Calder llamaba «stabile» («estable»), frente a sus famosas esculturas «mobile» («móvil»). La escultura, pintada de rojo al igual que muchas de las obras públicas de Calder, constituía la reminiscencia de la hélice de un barco. El monumento, de 7,6 metros de alto, fue inicialmente instalado cerca de la entrada de la Torre Norte, siendo trasladado en 1970 a la plaza ubicada frente al 7 World Trade Center, en la esquina noreste de la World Trade Center Plaza, en Vesey Street y Church Street.

### Destrucción
La obra resultó destruida en los atentados del 11 de septiembre de 2001 tras ser aplastada por miles de toneladas de escombros cuando se produjo el derrumbe del 7 World Trade Center. Tras los ataques, varios ciudadanos empezaron a visitar la zona cero con el fin de ayudar al personal de rescate. Victoria Leacock, amiga de Alexander Rower, nieto de Calder y cabeza de la Calder Foundation, acudió con él al lugar con el objetivo de recuperar la escultura, repartiendo ambos folletos entre los trabajadores los cuales rezaban: «Por favor ayuda a recuperar y preservar la escultura americana famosa». Debido a que ya no había esperanzas de encontrar supervivientes, el personal a cargo de las labores de desescombro de la zona trató de ayudar en la búsqueda de la escultura con la expectativa de hallar material suficiente para poder restaurarla, confiando además en que el color rojo de la misma ayudase a su identificación. Según Rower, los primeros fragmentos, los cuales estaban al rojo vivo, fueron hallados el 11 de octubre, si bien hubo dificultades en la identificación de los mismos. Al día siguiente se procedió a cortar una sección dañada de la estatua, cuyo color rojizo se había extinguido a consecuencia del fuego además de que el metal se había doblado bajo el peso de los escombros, aunque la fila de agujeros de remaches permitió identificar las hojas de metal retorcido recuperadas como parte de la obra de Calder. En total, se logró recuperar cerca del 40% de la escultura. Debido a la ausencia de material original suficiente para una restauración, los fragmentos rescatados fueron almacenados por la Calder Foundation. En la actualidad, una parte de la estatua puede contemplarse en el National September 11 Memorial & Museum. Por su parte, un fragmento de la escultura fue incluido como testimonio de la destrucción de los ataques terroristas en una exposición dedicada al atentado celebrada en 2008 en Caen, Francia.